# Obroatis gatena
Obroatis gatena är en fjärilsart som beskrevs av William Schaus 1912. Obroatis gatena ingår i släktet Obroatis och familjen nattflyn. Inga underarter finns listade i Catalogue of Life.